# 配当予想の修正
配当予想の修正（はいとうよそうのしゅうせい）とは、上場会社が配当予想の修正を発表するものである。

## 概要
上場会社が決算発表をする際、あわせて配当の予想値を発表しているが、当初予想から乖離がある場合には、「配当予想の修正」を発表することが求められる。

## 根拠
- 東京証券取引所:有価証券上場規程第405条第2項
- 大阪証券取引所:上場有価証券の発行者の会社情報の適時開示等に関する規則第2条第5号
- 名古屋証券取引所:上場有価証券の発行者の会社情報の適時開示等に関する規則第2条第5号
- 福岡証券取引所:上場有価証券の発行者の会社情報の適時開示等に関する規則第2条第5号
- 札幌証券取引所:上場有価証券の発行者の会社情報の適時開示等に関する規則第2条第5号
- JASDAQ:上場有価証券の発行者の会社情報の適時開示等に関する規則第3条第5号

## 公表

### 項目
1. 配当予想修正の理由
2. 修正の内容(以下について、配当の基準日ごと・年度合計で記載)
  1. 前回予想
  2. 今回修正予想
  3. 当期実績
  4. 前期実績
3. その他投資者が会社情報を適切に理解・判断するために必要な事項

### 方法
公表は、TDnetへの登録を通じて適時開示されるほか、自社のホームページや東京証券取引所上場の場合は同取引所の記者クラブ（兜倶楽部）、地元の記者クラブへの資料配布を行われる。